# Пахомов, Аркадий Дмитриевич
Арка́дий Дми́триевич Пахо́мов (17 августа 1944 — 29 мая 2011, Москва) — русский поэт, редактор.

## Биография
Учился на филологическом факультете МГУ. В 1960-е годы входил в поэтическую группу «СМОГ», будучи одним из её основателей.
В советских литературных изданиях почти не печатался, стихи распространялись преимущественно в самиздате. Работал в геологических экспедициях, в бойлерной, обивщиком дверей. Позже официально занимался литературной работой: инструктором по общественной пропаганде книги, литературным сотрудником при многотиражке на заводе, главным редактором литературного отдела Главной редакции Центрального телевидения.
Серьёзные публикации начались в период перестройки. Выпустил книгу стихов «В такие времена» (1989), в 1990-х — 2000-х гг. публиковался в журналах «Знамя», «Континент», «Новое литературное обозрение» и др.
Стихи Аркадия Пахомова опубликованы в антологиях «Самиздат века» и «Русские стихи 1950—2000 годов».
Скончался 29 мая 2011 года. Похоронен в Москве на Ваганьковском кладбище.